# Samsung Omnia W
Samsung Omnia W (cunoscut sub numele Samsung Focus Flash și GT-I8350) este un smartphone cu touchscreen fabricat de Electronics care rulează Windows Phone 7.5.

## Descriere
Are un procesor tactat la 1,4 GHz, spațiu de stocare internă 8 GB și ecranul Super AMOLED de 3,7 inchi la o rezoluție de 480 × 800 pixeli.
Dispune opțiunile de conectivitate HSDPA 14,4 Mbps, Wi-Fi 802.11 b/g/n, Bluetooth 2.1 cu A2DP, A-GPS și radio FM cu RDS. Nu dispune modul de stocare în masă (mass storage mode) și trebuie instalat software-ul Zune pentru a comunica cu dispozitivul.
Are dimensiunea de 115.9 x 58.8 x 10.9 mm și are 115 de grame. Camera are 5 megapixeli cu bliț LED și pate filma 720p. Camera frontală este VGA pentru apeluri video.
Sub ecran sunt cele 3 taste: înapoi, Windows și căutare.
Rocker-ul de volum este pe partea stângă. Pe partea dreaptă se află butonul de pornire și butonul dedicat camerei foto. Mufa audio de 3.5 mm se află pe partea de sus. Portul micro-USB este în partea de jos.
Browser-ul Internet Explorer 9 aduce un nou motor JavaScript și accelerare hardware.
Spațiul de stocare este de 8 GB, din care 6.34 GB este disponibil pentru utilizator. Windows Phone 7 are o limitare care nu suportă stocarea externă prin card MicroSD sau altele.
Baterie de 1500 mAh este evaluat la 6.5 ore de convorbire în 3G sau 380 ore în modul stand-by,